# Antoon ten Herkel
Antonius Joseph (Antoon) ten Herkel (Amsterdam, 15 mei 1893 – 14 juni 1975) was een Nederlands voetballer, die bij voorkeur als verdedigende middenvelder speelde. Gedurende zijn carrière kwam hij uit voor Ajax, HFC Helder en BSV Bergen.

## Familie
Antoon ten Herkel is geboren op 15 mei 1893 in Amsterdam. Hij was de jongste zoon van Henricus Joseph Johannes ten Herkel en Catharina Cecilia Zwartjes, beiden afkomstig uit Amsterdam. Ten Herkel trouwde op 21 februari 1918 te Amsterdam met Berber Kerkman.

## Sportcarrière

### Ajax
In november 1909 werd hij lid van de voetbalclub Ajax. In die tijd woonde hij in het centrale deel van Amsterdam aan de Amstel 326. In het seizoen 1910/11 speelde hij voor het vierde Ajax-team, waarvoor ook doelman Chris Wintershoven speelde. Aan het begin van het seizoen was 1912/13 in het tweede team. Het eerste team van Ajax debuteerde 21 maart 1913 in een vriendschappelijke wedstrijd tegen een Engels club Dulwich Hamlet, door te spelen voor de positie van de middenvelder. Bijeenkomst in het stadion Het Houten eindigde in een overwinning voor de gasten met een score van 1:4. De volgende dag ging hij met zijn team naar Parijs naar het Red Star Easter-toernooi. In de halve finale verloor Ajax voor de gastheren van het toernooi en won in de partij voor de derde plaats een overwinning op het team van de Association Sportive Francaise. In mei nam hij deel aan twee wedstrijden van de Meuwsen Beker in Amsterdam — tegen de Duitse Werder en de Engelse West Norwood, die in de basisopstelling van Jan Schoevaart wordt vervangen. Volgens Het Sportblad was ten Herkel niet in staat om Jan Schoevaart volledig te vervangen op het middenveld.
In aanvulling op het voetbal, ten Herkel bezig met atletiek. In juni 1913 was een kandidaat voor Nederlandse Atletiek Unie. Doe in dezelfde maand mee aan de jaarlijkse atletiekwedstrijden van Ajax, en was ook een deelnemer aan de competitie Amsterdamsche Athletiek Vereeniging. In juli behaalde hij de vijfde plaats op een afstand van 7.000 meter op competities in Zwolle. In het seizoen 1913/14 ging hij spelen voor het tweede team van Ajax. In januari 1914 nam hij deel aan een vriendschappelijke wedstrijd met het Franse team Paris, ter vervanging van Jan Schoevaart, en in april speelde hij opnieuw voor het hoofdteam van het toernooi Meuwsen Beker.

### HFC Den Helder
In augustus 1914 werd bekend dat ten Herkel hadden afgesproken om voor de club van HFC Helder uit Den Helder te spelen. In september heeft hij speelde voor zijn nieuwe team tegen de militaire. De lokale editie van de Helderse Courant prees zijn spel: «Hij werkte veel, waar gevaar dreigde, hij kon de bal vinden in alle mogelijke en onmogelijke posities. Dankzij zijn spannende spel konden de militairen slechts één doel scoren.». In oktober was hij al aanvoerder van het team. Aan het einde van het seizoen nam HFC de zesde plaats in Afdeeling F van de Westelijke Division, die plaatsvond als onderdeel van de Noodcompetitie tijdens de Eerste Wereldoorlog.

### Keer terug naar Ajax
Aan het begin van het seizoen 1915/16 keerde hij terug naar Ajax. De eerste wedstrijd in de tweede klasse van het Nederlands Kampioenschap werd op 7 november 1915 gespeeld tegen de club Allen Weerbaar, spelend in plaats van Joop Pelser. Ajax op de weg in Bussum speelde gelijkspel 3: 3 - ten Herkel speelde het duel slecht, in een van de afleveringen zag hij doelman Gerard Ziegeler tegenover staan, waarna de thuisploeg een doelpunt maakte. Tijdens het seizoen speelde hij voornamelijk voor Ajax 2, wie werd de winnaar van zijn groep in het tweede klas reservekampioenschap.
In juni 1919 vertrok hij met het eerste team op tournee door de Scandinavische landen. 24 juni raakte de startopstelling voor de wedstrijd met het nationale team van Denemarken en speelde op het middenveld samen met Joop Pelser en Jan Goosen. Tijdens een bezoek aan Kopenhagen verloor zijn team met 3:1.
Aan het begin van het seizoen speelde 1922/23 in een vriendschappelijke wedstrijd tegen Blauw-Wit, die in de basisopstelling verscheen. In het kampioenschap van Nederland debuteerde op 4 februari 1923 in Den Haag tegen de club HVV; de vergadering eindigde in een gelijkspel 2:2. In de volgende ronde tegen Sparta verscheen hij ook vanaf het eerste moment op het veld. In de uitgestelde eerste ronde-wedstrijd versloeg Ajax de gasten met een minimale score van 1: 0, dankzij het doelpunt van Wim Addicks.
Later speelde hij in een kleine club BSV van de stad Bergen. In de jaren 1930 speelde hij voor hetzelfde team met zijn zoon.